# 프랭크 아이언스
프랜시스 ("프랭크") 클리블랜드 아이언스(Francis ("Frank") Cleveland Irons, 1886년 3월 23일 ~ 1942년 6월 19일)는 전 미국의 멀리뛰기 선수이다.
아이오와주 디모인에서 태어나 일리노이주 팔라틴에서 사망하였다.
1908년 런던 올림픽에 나가 멀리뛰기 금메달을 획득하였으며, 제자리 멀리뛰기와 세단뛰기에서 각각 8위와 16위를 하였다. 제자리 높이뛰기에도 나갔으나 그의 결과는 알려지지 않았다.
4년 후, 스톡홀름 올림픽에서는 멀리뛰기 9위를 하고 시범 종목이었던 야구 토너먼트에도 나갔다.